# Estrató (retòric)
Estrató (en llatí Straton, en grec Στράτων) va ser un retòric grec. Era amic de Marc Juni Brut i va estar al seu costat a la batalla final de Filipos en què els republicans romans va ser derrotats. Brut li va demanar com a últim servei de matar-lo, cosa que Estrató va fer. Després es va reconciliar amb Octavi que el va tractar amb distinció, i amb el que va servir a la batalla d'Àccium l'any 31 aC.